# میتسوبیشی ای۵ام
میتسوبیشی ای۵ام (به انگلیسی: Mitsubishi A5M) یک هواپیمای ساختِ کارخانهٔ صنایع سنگین میتسوبیشی در کشور ژاپن است. نخستین استفاده‌کنندهٔ این هواگرد جنگنده ناو هواپیمابر ژاپن بوده‌است. این هواپیما برای نخستین بار در ۴ فوریه ۱۹۳۵ میلادی مورد استفاده قرار گرفت.